# Lycaeides lombardiana
Lycaeides lombardiana är en fjärilsart som beskrevs av Beuret 1938. Lycaeides lombardiana ingår i släktet Lycaeides och familjen juvelvingar. Inga underarter finns listade i Catalogue of Life.